# Jrarat (Armavir)
Pour les articles homonymes, voir Jrarat.
Jrarat (en arménien Ջրառատ ; anciennement Gharkhun) est une communauté rurale du marz d'Armavir, en Arménie. Elle compte 3 090 habitants en 2009.